# Catasticta sibyllae
Catasticta sibyllae é uma borboleta da família Pieridae. Só é conhecida a partir de dois locais no oeste do Panamá e é representada por um único espécime masculino de cada local. Foi descrita pela primeira vez por Shinichi Nakahara, Pablo Sebastián Padrón e John R. MacDonald em 2018.
O nome homenageia Maria Sibylla Merian, naturalista europeia do século XVII e entomologista que estudou borboletas na América do Sul.